# Cuộc chiến cuối cùng của Cộng hòa La Mã
Cuộc chiến cuối cùng của Cộng hòa La Mã, còn được gọi là cuộc nội Antony hay cuộc chiến giữa Mark Antony và Octavian, là người cuối cùng của cuộc chiến tranh dân sự của nước Cộng hòa La Mã, chiến đấu giữa Cleopatra (hỗ trợ bởi Mark Antony) và Octavian. Sau khi Viện Nguyên lão La Mã tuyên chiến với nữ hoàng Ai Cập Cleopatra và Antony, người tình và đồng minh của ông, phản bội chính quyền La mã và tham gia các cuộc chiến tranh trên mặt của Cleopatra. Sau khi chiến thắng quyết định cho Octavian trong trận Actium, Cleopatra và Antony rút về Alexandria, nơi Octavian bao vây thành phố cho đến khi cả hai Antony và Cleopatra tự tử.
Sau khi kết thúc chiến tranh, Octavian mang lại hoà bình cho nhà nước La Mã đã bị tàn phá bởi một thế kỷ nội chiến. Octavian đã trở thành người đàn ông quyền lực nhất thế giới La Mã và Thượng viện ban ông tên Augustus trong năm 27 TCN. Octavian, bây giờ là Augustus, sẽ là Hoàng đế La Mã đầu tiên và sẽ làm thay đổi các thiểu số chánh trị / dân chủ cộng hòa thành đế chế La Mã độc đoán.
Nội chiến cuối cùng của Cộng hòa La Mã đánh dấu sự khởi đầu của Pax Romana, đó vẫn là khoảng thời gian hòa bình dài nhất và ổn định mà châu Âu đã chứng kiến trong lịch sử được ghi chép.